# Спирито-Санто-алла-Феррателла (титулярная церковь)
Титулярная церковь Спирито-Санто-алла-Феррателла (лат. Titulus Spiritus Sancti ad Ferratellam) — титулярная церковь была создана Папой Иоанном Павлом II 26 ноября 1994 года. Титул принадлежит церкви Спирито-Санто-алла-Феррателла, расположенной в зоне Рима Фонте-Остьензе, на виа Рокко Скотелларо. Приход учреждён 1 декабря 1981 года кардиналом-викарием Рима Уго Полетти декретом "Sua Santità" и поручил его окормлять священникам института братьев и сестер любви Антонио Розмини.

## Список кардиналов-священников титулярной церкви Спирито-Санто-алла-Феррателла
- Винцентас Сладкявичюс, M.I.C. — (28 июня 1988 — 28 мая 2000, до смерти);
- Иван Диас — (26 ноября 2001 — 19 июня 2017, до смерти);
- Игнатий Сухарио Харджоатмоджо — (5 октября 2019 — по настоящее время).